# Українці в Мельбурні

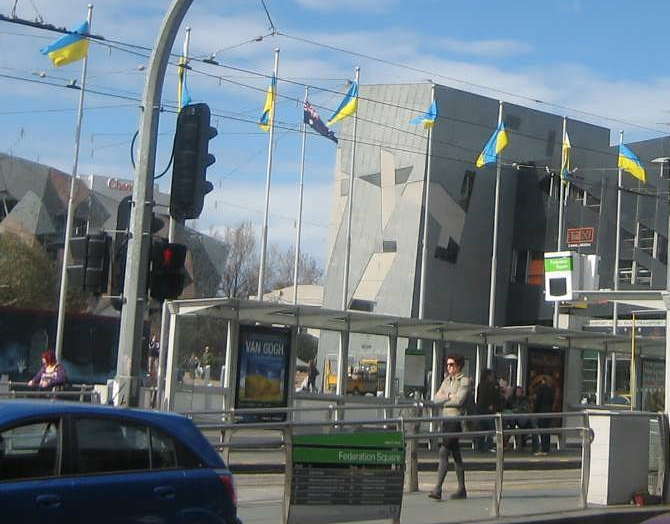
Українські прапори на площі Федерації з нагоди Дня Незалежності України

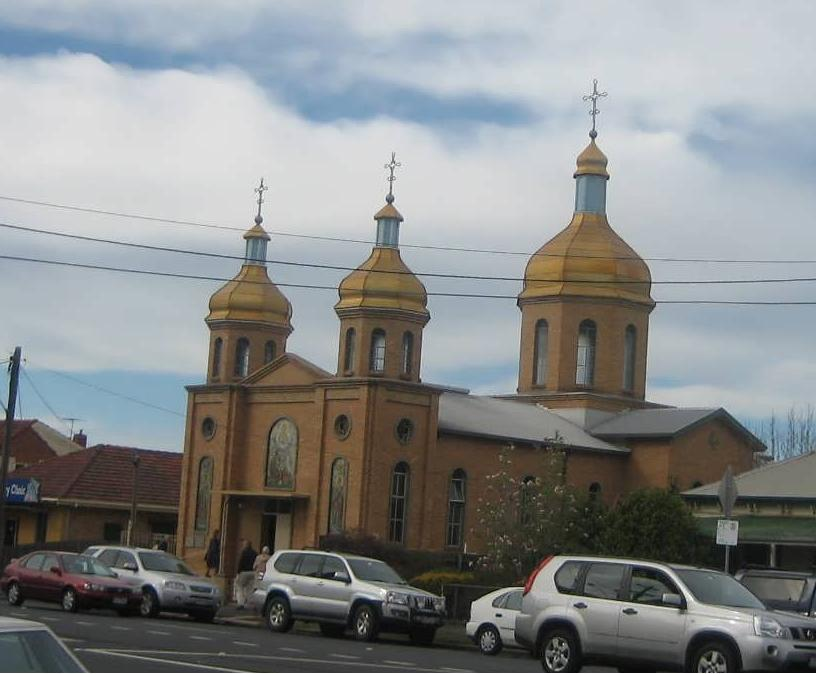
Українська церква в Ессендоні

Українські іммігранти почали масово прибувати до Мельбурна починаючи з 1949 року. Спочатку українці селилися у районі Південного Мельбурна, де згодом у 1953 році відкрили перший український народний дім.
Громада оголосила про збір коштів на придбання нового приміщення, таким чином у 1960 році була куплена будівля в Ессендоні (англ. Essendon), де після капітального ремонту було відкрито новий український народний дім. Поступово Ессендон стає центром українського життя у Великому Мельбурні, тут базуються:
- Союз Українських Організацій в Австралії (СУОА):[2] Асоціація українців Вікторії (АУВ), осередок Пласту, клуб літніх людей.
- Православна церква Покрови Пресвятої Богородиці.
- Українська кредитна спілка Дністер.

Осередки української спільноти Мельбурна знаходяться також:
- Район Північний Мельбурн[en] (North Melbourne) — кафедральний собор святих апостолів Петра й Павла УГКЦ, українська суботня школа, осередок Пласту, місія сестер Василіянок.
 Українська греко-католицька громада придбала земельну ділянку у цьому районі і розпочала забудову у 1958 році.
- Район гл. Нобл Парк[en] (Noble Park, Шляхетний Парк) — Українська суботня школа ім. Лесі Українки, осередки Асоціації українців Вікторії, Союзу українок Австралії, місія УГКЦ, Пласту, клуб літніх людей.
- Район Балаклава (Balaclava) / Сейнт Кілда[en] (St. Kilda) — православна церква Успіння Пресвятої Богородиці
- Район Ардір[en] (Ardeer) / Саншайн[en] (Sunshine, Сонячне світло) — осередки Асоціації українців Вікторії, Союзу українок Австралії, греко-католицька церква Успіння Пресвятої Богородиці, волейбольний клуб USC Lion
- Район Сент-Олбанс[en] — осередки Асоціації українців Вікторії, Союзу українок Австралії, Спілки українських образотворчих митців Австралії, український суспільний клу
- Район Карлтон Норт (англ. Carlton North[en]) — православна церква Пресвятої Трійці
- Район Ділехі (англ. Delahey[en]) — будинок людей похилого віку Калина

Найбільш помітними щорічними суспільними подіями, які проводить українська громада Мельбурна є: міжнародний конкурс знавців української мови імені Петра Яцика проходить в університеті Монаша, всеавстралійський фестиваль українського танцю) — Гопак в парку (англ. Hopak in the Park) відбувається в парковій зоні Королівські Володіння) на сцені просто неба Музичний Ринг Сідні Маєра, відзначення Дня Незалежності України в приміщені концертного залу The Edge на центральній площі міста площі Федерації, вшанування пам'яті жертв Голодомору, святкування Різдвяних і Великодніх свят.
Державне SBS радіо) та муніципальне радіо 3ZZZ серед іншого ведуть мовлення українською мовою. У 2013 році відбулося значне скорочення мовлення українською, як у цілому і іншими європейськими мовами на користь мовлення азійськими мовами.

### Персоналії
- Михайло Зімницький (1892—1965) — український військовий, громадський і політичний діяч; інженер-агроном. Хорунжий Армії УНР.

- Марина Березовська — танцівниця, хореограф, учитель танку, донька Юрія Нарбута, Орден Австралії 1984
- Леся Богуславець (Олескандра Ткач) — автор гуморесок «Який Сава, така й слава», донька Дмитра Нитченка
- Валерій Ботте — почесний консул України в Мельбурні, громадський діяч
- Зіна Ботте — перший почесний консул України в Мельбурні (1992—1996), громадський діяч
- Григорій Вишневий (Карпов) — поет, прозаїк, публіцист, перекладач, громадський діяч, збірка «Моя любов порання і вечорова»
- Марк Відука — футболіст збірної Австралії, учасник ЧС-2006, грав в англійській прем'єр-лізі, 3-х кратний чемпіон Хорватії
- Шейн Воєводин — гравець австралійського футболу, володар Brownlow Medal 2000, AFL Rising Star 1997
- Федір Габелко (Мелетич) — громадсько-культурний діяч, літератор, актор, художник
- Лідія Гаєвська-Денес — діячка українського громадського і жіночого руху, учителька, дитяча письменниця
- Степан Гаєвський (Сильвестр) — архієпископ Мельбурнський та Австралійсько-Новозеландський УАПЦ в діаспорі
- Метью Гай — політик, член ліберальної партії, міністр планування штату Вікторія
- Кость Гіммельрайх (Шелест) — учений-гідробіолог, учасник підпілля ОУН, полковник УПА
- Михаїл Глузман — міжнародний майстер з шахів, тренер
- Неван Грушецький — поет-гуморист, драматург, громадський діяч
- Марія Дейко — освітня діячка, автор ряду підручників і посібників
- Алекс (Олександр) Єсауленко — гравець австралійського футболу, легенда «Australian Football Hall of Fame»
- Алекс Іщенко — гравець австралійського футболу, клубу «North Melbourne»
- Юрій Калініченко — фізик, автор патентів у галузі мас-спектрометрії
- Петро Кардаш — громадський діяч, редактор книги «Злочин» про Голодомор в Україні 1932—1933, Орден «За заслуги» (Україна)
- Божена Коваленко (Олена Рябченко) — письменниця, журналістка, поетеса, педагог, громадська діячка
- Зоя Когут — поетеса, «Культурні арабески» 1969, «Кучерявий дим» 1974
- Галина Корень — бандуристка, співачка (сопрано), письменниця
- Степан Корінь — диригент, музикант
- Галина Кошарська (Нитченко) — літературознавець, публіцист, перекладач, доктор філології
- Микола Лазорський (Коркішко) — письменник, журналіст і географ, автор романів Гетьман Кирило Розумовський, Степова квітка
- Ярослав Логин — культурно-громадський діяч, журналіст, редактор часопису «Єдність», член Української Національної Ради
- Ярина Ляхович — художниця, член об'єднання митців Вікторії та Спілки українських образотворчих митців Австралії
- Степан Місько — громадський діяч, художник, фундатор і голова Спілки Українських Образотворчих Мистців Австралії
- Дмитро Нитченко (Чуб) — літературознавець, письменник, мемуарист, редактор, лауреат премії ім. Г. Сковороди
- Ендрю Олександер — політик, член ліберальної партії, почесний секретар Австралійської Фундації Допомоги Дітям Чорнобиля
- Марко Павлишин — літературознавець, професор, голова Школи мови, Культури та Лінгвістики в університеті Монаша
- Іван Прашко — єпископ Мельнбурнської єпархії свв. апп. Петра й Павла
- Степан Радіон — журналіст, письменник, бібліограф, заступник президента УММАН
- Стефан Романів — Генеральний секретар Світового конґресу українців, Голова Проводу ОУНР
- Віктор Сморгон — промисловець, меценат, кавалер Ордену Австралії 2007
- Петро Стасюк — єпископ Мельбурнської єпархії святих Петра і Павла Української Греко-Католицької Церкви, редемпторист
- Йосиф Тепер — ветеран Другої Світової, орденоносець, громадський діяч
- Богдан Яворський — гравець австралійського футболу, клубу «Hawthorn»